# Chalinolobus
Chalinolobus är ett släkte av fladdermöss som ingår i familjen läderlappar.
Släktnamnet är sammansatt av de gammalgrekiska orden chalinos (mungipa) och lobos (knöl).

## Utseende
Dessa fladdermöss når en kroppslängd (huvud och bål) av 42 till 75 mm och en svanslängd av 32 till 60 mm. De väger mellan 4 och 18 gram. Pälsen har allmänt en brun- till svartaktig färg, ibland med röd skugga. På buken kan håren ha vita spetsar. Vid varje sida av munnen finns små knölar som påminner om vårtor.

## Utbredning och habitat
Arterna förekommer i Australien, Nya Guinea, Nya Zeeland och på mindre öar i regionen. De vistas i olika habitat och vilar i trädens håligheter, gömda bakom löv, i grottor och bergssprickor.

## Ekologi
Individerna är aktiva på natten och bildar vid viloplatsen kolonier med cirka 30 medlemmar. De äter huvudsakligen insekter. I kalla och torra områden kan de tillfällig falla i dvala (torpor). Hos vissa arter förvarar honorna hanens sädesceller i kroppen efter parningen och äggen befruktas senare. Den egentliga dräktigheten varar ungefär tre månader. Beroende på art föds en eller två ungar per kull.

## Systematik
Enligt Wilson & Reeder (2005) samt IUCN utgörs släktet av följande arter:
- Chalinolobus dwyeri
- Chalinolobus gouldii
- Chalinolobus morio
- Chalinolobus neocaledonicus
- Chalinolobus nigrogriseus
- Chalinolobus picatus
- Chalinolobus tuberculatus

Afrikanska arter som bland annat Catalogue of Life listar till detta släkte, flyttades till släktet Glauconycteris.

## Status
IUCN listar en art på Nya Kaledonien som starkt hotad (EN), en art som sårbar (VU), två arter som nära hotad (NT) och de andra som livskraftig (LC).